# Vaccinium minimiflorum
Vaccinium minimiflorum är en ljungväxtart som beskrevs av Herman Otto Sleumer. Vaccinium minimiflorum ingår i Blåbärssläktet, och familjen ljungväxter. Inga underarter finns listade i Catalogue of Life.